# Eleições europeias de 2024 no distrito de Coimbra
| Eleições parlamentares europeias de 2024 Distritos: Aveiro \| Beja \| Braga \| Bragança \| Castelo Branco \| Coimbra \| Évora \| Faro \| Guarda \| Leiria \| Lisboa \| Portalegre \| Porto \| Santarém \| Setúbal \| Viana do Castelo \| Vila Real \| Viseu \| Açores \| Madeira \| Estrangeiro |

## Resultados no distrito de Coimbra
| Partido                 | Partido                                  | Votos   | %               | +/-  |
| ----------------------- | ---------------------------------------- | ------- | --------------- | ---- |
|                         | Partido Socialista                       | 56 370  | 36,00 / 100,00  | 0,70 |
|                         | Aliança Democrática (PPD/PSD-CDS-PP-PPM) | 47 718  | 30,47 / 100,00  | 4,93 |
|                         | Iniciativa Liberal                       | 12 710  | 8,12 / 100,00   | 7,49 |
|                         | CHEGA                                    | 12 221  | 7,80 / 100,00   | -    |
|                         | Bloco de Esquerda                        | 7 402   | 4,73 / 100,00   | 8,28 |
|                         | LIVRE                                    | 5 871   | 3,75 / 100,00   | 2,08 |
|                         | Coligação Democrática Unitária (PCP-PEV) | 5 287   | 3,38 / 100,00   | 1,86 |
|                         | Alternativa Democrática Nacional         | 2 073   | 1,32 / 100,00   | 0,75 |
|                         | Pessoas–Animais–Natureza                 | 1 631   | 1,04 / 100,00   | 3,05 |
|                         | Outros (com menos de 1,00%)              | 1 650   | 1,05 / 100,00   |      |
| Votos Inválidos         | Votos Inválidos                          | 3 656   | 2,34 / 100,00   | 5,62 |
| Total                   | Total                                    | 156 589 | 100,00 / 100,00 |      |
| Eleitorado/Participação | Eleitorado/Participação                  | 371 649 | 42,13 / 100,00  | 8,20 |

## Resultados por concelho
Os resultados nos concelhos do Distrito de Coimbra foram os seguintes:

### Arganil
| Partido                 | Partido                                  | Votos | %               | +/-   |
| ----------------------- | ---------------------------------------- | ----- | --------------- | ----- |
|                         | Partido Socialista                       | 2 054 | 39,15 / 100,00  | 0,90  |
|                         | Aliança Democrática (PPD/PSD-CDS-PP-PPM) | 1 738 | 33,13 / 100,00  | 0,09  |
|                         | CHEGA                                    | 428   | 8,16 / 100,00   | -     |
|                         | Iniciativa Liberal                       | 321   | 6,12 / 100,00   | 5,83  |
|                         | Bloco de Esquerda                        | 151   | 2,88 / 100,00   | 4,19  |
|                         | LIVRE                                    | 144   | 2,74 / 100,00   | 1,69  |
|                         | Coligação Democrática Unitária (PCP-PEV) | 110   | 2,10 / 100,00   | 0,82  |
|                         | Alternativa Democrática Nacional         | 73    | 1,39 / 100,00   | 1,00  |
|                         | Outros (com menos de 1,00%)              | 108   | 2,06 / 100,00   |       |
| Votos Inválidos         | Votos Inválidos                          | 119   | 2,27 / 100,00   | 5,38  |
| Total                   | Total                                    | 5 246 | 100,00 / 100,00 |       |
| Eleitorado/Participação | Eleitorado/Participação                  | 9 840 | 53,31 / 100,00  | 16,25 |

| Freguesia                   | %     | %     | %     | %    | %    | %    | %    | %    | Votantes |
| Freguesia                   | PS    | AD    | CH    | IL   | BE   | L    | CDU  | ADN  | Votantes |
| --------------------------- | ----- | ----- | ----- | ---- | ---- | ---- | ---- | ---- | -------- |
| Freguesia                   |       |       |       |      |      |      |      |      | Votantes |
| Arganil                     | 36,90 | 34,52 | 7,94  | 6,53 | 3,71 | 3,86 | 1,93 | 1,34 | 1 347    |
| Benfeita                    | 32,64 | 35,07 | 9,03  | 8,33 | 3,47 | 3,47 | 1,39 | 1,39 | 288      |
| Celavisa                    | 42,48 | 31,86 | 9,73  | 4,42 | 2,65 | 0,88 | 0,88 | 0    | 113      |
| Cepos e Teixeira            | 31,98 | 38,58 | 12,18 | 4,57 | 1,02 | 5,08 | 3,55 | 1,02 | 197      |
| Cerdeira e Moura da Serra   | 32,94 | 42,86 | 5,95  | 7,54 | 1,59 | 1,59 | 1,19 | 1,19 | 252      |
| Coja e Barril de Alva       | 51,50 | 25,16 | 6,13  | 5,35 | 1,83 | 2,61 | 2,48 | 0,78 | 767      |
| Folques                     | 46,41 | 21,53 | 5,26  | 7,66 | 4,31 | 4,31 | 2,87 | 0,96 | 209      |
| Piódão                      | 36,61 | 28,14 | 13,90 | 8,81 | 2,37 | 0,34 | 3,73 | 1,69 | 295      |
| Pomares                     | 43,28 | 31,15 | 8,85  | 3,28 | 2,30 | 1,97 | 3,28 | 1,64 | 305      |
| Pombeiro da Beira           | 35,24 | 40,06 | 8,43  | 4,82 | 0,90 | 2,41 | 0,90 | 2,41 | 332      |
| São Martinho da Cortiça     | 26,96 | 42,63 | 10,83 | 5,07 | 4,38 | 1,61 | 1,38 | 2,30 | 434      |
| Sarzedo                     | 29,68 | 42,76 | 6,01  | 8,13 | 3,18 | 1,41 | 1,41 | 1,77 | 283      |
| Secarias                    | 51,14 | 16,48 | 10,80 | 3,41 | 6,25 | 2,27 | 5,11 | 1,14 | 176      |
| Vila Cova de Alva e Anceriz | 52,02 | 27,42 | 3,23  | 6,45 | 1,21 | 3,23 | 0,40 | 1,21 | 248      |
| Arganil                     | 39,15 | 33,13 | 8,16  | 6,12 | 2,88 | 2,74 | 2,10 | 1,39 | 5 246    |

### Cantanhede
| Partido                 | Partido                                  | Votos  | %               | +/-  |
| ----------------------- | ---------------------------------------- | ------ | --------------- | ---- |
|                         | Aliança Democrática (PPD/PSD-CDS-PP-PPM) | 4 726  | 39,63 / 100,00  | 1,66 |
|                         | Partido Socialista                       | 3 487  | 29,24 / 100,00  | 0,91 |
|                         | CHEGA                                    | 1 275  | 10,69 / 100,00  | -    |
|                         | Iniciativa Liberal                       | 817    | 6,85 / 100,00   | 6,26 |
|                         | Bloco de Esquerda                        | 398    | 3,34 / 100,00   | 5,64 |
|                         | LIVRE                                    | 324    | 2,72 / 100,00   | 1,63 |
|                         | Alternativa Democrática Nacional         | 233    | 1,95 / 100,00   | 1,34 |
|                         | Coligação Democrática Unitária (PCP-PEV) | 149    | 1,25 / 100,00   | 1,33 |
|                         | Outros (com menos de 1,00%)              | 197    | 1,65 / 100,00   |      |
| Votos Inválidos         | Votos Inválidos                          | 318    | 2,66 / 100,00   | 6,64 |
| Total                   | Total                                    | 11 924 | 100,00 / 100,00 |      |
| Eleitorado/Participação | Eleitorado/Participação                  | 34 020 | 35,05 / 100,00  | 6,08 |

| Freguesia                    | %     | %     | %     | %    | %    | %    | %    | %    | Votantes |
| Freguesia                    | AD    | PS    | CH    | IL   | BE   | L    | ADN  | CDU  | Votantes |
| ---------------------------- | ----- | ----- | ----- | ---- | ---- | ---- | ---- | ---- | -------- |
| Freguesia                    |       |       |       |      |      |      |      |      | Votantes |
| Ançã                         | 29,53 | 38,66 | 9,53  | 5,77 | 3,89 | 3,76 | 0,94 | 4,30 | 745      |
| Cadima                       | 41,93 | 27,59 | 10,24 | 5,42 | 4,46 | 3,01 | 2,89 | 1,20 | 830      |
| Cantanhede e Pocariça        | 34,65 | 30,62 | 9,71  | 9,40 | 4,37 | 3,72 | 1,59 | 1,28 | 3 276    |
| Cordinhã                     | 28,71 | 44,19 | 10,32 | 6,45 | 1,61 | 1,61 | 0,97 | 0,97 | 310      |
| Covões e Camarneira          | 56,99 | 17,25 | 10,92 | 5,35 | 1,86 | 1,31 | 2,95 | 0,22 | 916      |
| Febres                       | 47,37 | 25,62 | 11,47 | 4,72 | 2,14 | 1,50 | 2,79 | 0,43 | 933      |
| Murtede                      | 34,97 | 37,86 | 6,24  | 5,35 | 4,23 | 2,67 | 2,90 | 1,11 | 449      |
| Ourentã                      | 41,14 | 31,88 | 11,17 | 5,18 | 2,45 | 1,36 | 1,63 | 0,82 | 367      |
| Portunhos e Outil            | 25,75 | 36,89 | 11,62 | 7,38 | 4,24 | 3,14 | 2,35 | 2,51 | 637      |
| Sanguinheira                 | 43,73 | 23,43 | 14,58 | 4,98 | 1,85 | 2,58 | 1,66 | 0,92 | 542      |
| São Caetano                  | 57,26 | 17,41 | 7,12  | 6,07 | 2,37 | 2,64 | 2,11 | 0,53 | 379      |
| Sepins e Bolho               | 42,86 | 29,20 | 9,42  | 4,55 | 2,51 | 2,51 | 1,41 | 1,26 | 637      |
| Tocha                        | 37,85 | 29,99 | 13,46 | 7,40 | 3,59 | 2,02 | 1,72 | 1,20 | 1 337    |
| Vilamar e Corticeiro de Cima | 46,82 | 23,14 | 12,90 | 7,07 | 1,59 | 2,47 | 1,94 | 0,18 | 566      |
| Cantanhede                   | 39,63 | 29,24 | 10,69 | 6,85 | 3,34 | 2,72 | 1,95 | 1,25 | 11 924   |

### Coimbra
| Partido                 | Partido                                  | Votos   | %               | +/-  |
| ----------------------- | ---------------------------------------- | ------- | --------------- | ---- |
|                         | Partido Socialista                       | 18 540  | 33,81 / 100,00  | 1,44 |
|                         | Aliança Democrática (PPD/PSD-CDS-PP-PPM) | 15 418  | 28,12 / 100,00  | 4,25 |
|                         | Iniciativa Liberal                       | 5 731   | 10,45 / 100,00  | 9,57 |
|                         | Bloco de Esquerda                        | 3 468   | 6,32 / 100,00   | 9,90 |
|                         | CHEGA                                    | 3 199   | 5,83 / 100,00   | -    |
|                         | LIVRE                                    | 2 964   | 5,40 / 100,00   | 2,97 |
|                         | Coligação Democrática Unitária (PCP-PEV) | 2 564   | 4,68 / 100,00   | 2,12 |
|                         | Pessoas–Animais–Natureza                 | 695     | 1,27 / 100,00   | 3,19 |
|                         | Outros (com menos de 1,00%)              | 1 162   | 2,12 / 100,00   |      |
| Votos Inválidos         | Votos Inválidos                          | 1 098   | 2,00 / 100,00   | 4,19 |
| Total                   | Total                                    | 54 839  | 100,00 / 100,00 |      |
| Eleitorado/Participação | Eleitorado/Participação                  | 124 721 | 43,96 / 100,00  | 5,61 |

| Freguesia                                      | %     | %     | %     | %    | %     | %    | %    | %    | Votantes |
| Freguesia                                      | PS    | AD    | IL    | BE   | CH    | L    | CDU  | PAN  | Votantes |
| ---------------------------------------------- | ----- | ----- | ----- | ---- | ----- | ---- | ---- | ---- | -------- |
| Freguesia                                      |       |       |       |      |       |      |      |      | Votantes |
| Almalaguês                                     | 45,38 | 23,55 | 8,53  | 4,87 | 5,99  | 2,94 | 3,05 | 0,30 | 985      |
| Antuzede e Vil de Matos                        | 42,93 | 22,50 | 9,43  | 5,11 | 8,45  | 2,95 | 3,05 | 1,47 | 1 018    |
| Assafarge e Antanhol                           | 33,09 | 30,08 | 12,21 | 5,65 | 5,70  | 3,78 | 4,60 | 1,01 | 2 088    |
| Brasfemes                                      | 40,15 | 22,35 | 8,19  | 6,08 | 6,75  | 5,20 | 6,19 | 0,88 | 904      |
| Ceira                                          | 38,68 | 24,14 | 8,73  | 5,50 | 7,94  | 4,09 | 6,13 | 0,94 | 1 272    |
| Cernache                                       | 37,09 | 27,23 | 8,96  | 5,15 | 7,11  | 4,82 | 4,15 | 1,34 | 1 785    |
| Eiras e São Paulo de Frades                    | 37,65 | 24,89 | 9,18  | 6,09 | 6,20  | 4,62 | 4,92 | 1,98 | 6 449    |
| Santa Clara e Castelo Viegas                   | 33,55 | 29,27 | 10,42 | 6,89 | 5,68  | 5,25 | 4,07 | 1,27 | 4 647    |
| Santo António dos Olivais                      | 28,34 | 31,03 | 12,74 | 6,82 | 4,18  | 6,89 | 4,71 | 1,22 | 16 000   |
| São João do Campo                              | 43,13 | 20,70 | 7,65  | 3,30 | 10,43 | 1,91 | 7,48 | 0,35 | 575      |
| São Martinho de Árvore e Lamarosa              | 36,55 | 25,48 | 7,62  | 4,05 | 12,62 | 4,29 | 3,45 | 1,31 | 840      |
| São Martinho do Bispo e Ribeira de Frades      | 38,18 | 27,51 | 9,08  | 6,14 | 6,01  | 3,82 | 4,26 | 1,26 | 5 471    |
| São Silvestre                                  | 40,59 | 24,12 | 6,59  | 4,82 | 10,82 | 3,18 | 4,12 | 1,18 | 850      |
| Sé Nova, Santa Cruz, Almedina e São Bartolomeu | 25,69 | 30,98 | 11,50 | 8,31 | 4,88  | 7,81 | 5,29 | 1,39 | 6 620    |
| Souselas e Botão                               | 44,88 | 25,43 | 6,37  | 3,35 | 8,24  | 3,22 | 3,99 | 0,71 | 1 553    |
| Taveiro, Ameal e Arzila                        | 42,40 | 19,91 | 8,34  | 6,33 | 8,53  | 4,07 | 4,52 | 1,23 | 1 547    |
| Torres do Mondego                              | 41,43 | 25,61 | 9,02  | 4,57 | 4,45  | 3,45 | 6,57 | 0,78 | 898      |
| Trouxemil e Torre de Vilela                    | 38,22 | 28,27 | 7,85  | 4,34 | 7,70  | 3,96 | 4,41 | 0,67 | 1 337    |
| Coimbra                                        | 33,81 | 28,12 | 10,45 | 6,32 | 5,83  | 5,40 | 4,68 | 1,27 | 54 839   |

### Condeixa-a-Nova
| Partido                 | Partido                                  | Votos  | %               | +/-   |
| ----------------------- | ---------------------------------------- | ------ | --------------- | ----- |
|                         | Partido Socialista                       | 2 458  | 39,97 / 100,00  | 8,74  |
|                         | Aliança Democrática (PPD/PSD-CDS-PP-PPM) | 1 611  | 26,20 / 100,00  | 6,73  |
|                         | CHEGA                                    | 494    | 8,03 / 100,00   | -     |
|                         | Iniciativa Liberal                       | 478    | 7,77 / 100,00   | 7,12  |
|                         | Bloco de Esquerda                        | 327    | 5,32 / 100,00   | 17,11 |
|                         | Coligação Democrática Unitária (PCP-PEV) | 210    | 3,41 / 100,00   | 1,86  |
|                         | LIVRE                                    | 206    | 3,35 / 100,00   | 1,60  |
|                         | Alternativa Democrática Nacional         | 80     | 1,30 / 100,00   | 0,76  |
|                         | Pessoas–Animais–Natureza                 | 67     | 1,09 / 100,00   | 2,45  |
|                         | Outros (com menos de 1,00%)              | 69     | 1,12 / 100,00   |       |
| Votos Inválidos         | Votos Inválidos                          | 150    | 2,43 / 100,00   | 6,76  |
| Total                   | Total                                    | 6 150  | 100,00 / 100,00 |       |
| Eleitorado/Participação | Eleitorado/Participação                  | 14 638 | 42,01 / 100,00  | 5,79  |

| Freguesia                          | %     | %     | %     | %     | %     | %    | %    | %    | %    | Votantes |
| Freguesia                          | PS    | AD    | CH    | IL    | BE    | CDU  | L    | ADN  | PAN  | Votantes |
| ---------------------------------- | ----- | ----- | ----- | ----- | ----- | ---- | ---- | ---- | ---- | -------- |
| Freguesia                          |       |       |       |       |       |      |      |      |      | Votantes |
| Anobra                             | 50,13 | 16,19 | 8,88  | 8,09  | 4,96  | 2,87 | 4,18 | 1,31 | 1,04 | 383      |
| Condeixa-a-Velha e Condeixa-a-Nova | 37,76 | 27,95 | 8,20  | 7,43  | 5,89  | 3,38 | 3,72 | 1,17 | 1,14 | 2 987    |
| Ega                                | 41,56 | 27,02 | 7,71  | 7,12  | 3,80  | 3,02 | 2,93 | 2,15 | 1,07 | 1 025    |
| Furadouro                          | 28,38 | 25,68 | 12,16 | 13,51 | 12,16 | 1,35 | 2,70 | 0    | 0    | 74       |
| Sebal e Belide                     | 39,89 | 23,52 | 7,33  | 10,73 | 4,29  | 3,76 | 3,13 | 1,43 | 1,25 | 1 118    |
| Vila Seca e Bem da Fé              | 43,73 | 28,26 | 6,88  | 3,44  | 7,13  | 3,93 | 2,70 | 0,25 | 0,74 | 407      |
| Zambujal                           | 42,95 | 25,64 | 10,90 | 5,13  | 4,49  | 5,13 | 0,64 | 0,64 | 0,64 | 156      |
| Condeixa-a-Nova                    | 39,97 | 26,20 | 8,03  | 7,77  | 5,32  | 3,41 | 3,35 | 1,30 | 1,09 | 6 150    |

### Figueira da Foz
| Partido                 | Partido                                  | Votos  | %               | +/-   |
| ----------------------- | ---------------------------------------- | ------ | --------------- | ----- |
|                         | Partido Socialista                       | 8 491  | 35,60 / 100,00  | 1,12  |
|                         | Aliança Democrática (PPD/PSD-CDS-PP-PPM) | 7 195  | 30,16 / 100,00  | 9,96  |
|                         | CHEGA                                    | 2 164  | 9,07 / 100,00   | -     |
|                         | Iniciativa Liberal                       | 1 874  | 7,86 / 100,00   | 7,23  |
|                         | Bloco de Esquerda                        | 1 059  | 4,44 / 100,00   | 7,88  |
|                         | LIVRE                                    | 836    | 3,50 / 100,00   | 1,96  |
|                         | Coligação Democrática Unitária (PCP-PEV) | 829    | 3,48 / 100,00   | 2,72  |
|                         | Alternativa Democrática Nacional         | 352    | 1,48 / 100,00   | 1,04  |
|                         | Outros (com menos de 1,00%)              | 498    | 2,08 / 100,00   |       |
| Votos Inválidos         | Votos Inválidos                          | 556    | 2,33 / 100,00   | 5,87  |
| Total                   | Total                                    | 23 854 | 100,00 / 100,00 |       |
| Eleitorado/Participação | Eleitorado/Participação                  | 54 495 | 43,77 / 100,00  | 11,95 |

| Freguesia            | %     | %     | %     | %    | %    | %    | %    | %    | Votantes |
| Freguesia            | PS    | AD    | CH    | IL   | BE   | L    | CDU  | ADN  | Votantes |
| -------------------- | ----- | ----- | ----- | ---- | ---- | ---- | ---- | ---- | -------- |
| Freguesia            |       |       |       |      |      |      |      |      | Votantes |
| Alhadas              | 43,35 | 24,85 | 8,82  | 6,01 | 4,54 | 2,81 | 3,14 | 1,54 | 1 497    |
| Alqueidão            | 36,87 | 31,84 | 10,06 | 6,33 | 5,21 | 1,86 | 1,49 | 1,68 | 537      |
| Bom Sucesso          | 34,85 | 26,14 | 17,42 | 7,95 | 2,84 | 1,33 | 1,70 | 1,89 | 528      |
| Buarcos e São Julião | 33,70 | 31,61 | 8,12  | 8,54 | 4,79 | 4,10 | 3,75 | 1,33 | 8 751    |
| Ferreira-a-Nova      | 35,43 | 34,46 | 11,73 | 7,50 | 2,18 | 2,54 | 1,45 | 2,30 | 827      |
| Lavos                | 36,04 | 30,51 | 9,51  | 7,30 | 3,54 | 3,32 | 3,61 | 1,77 | 1 357    |
| Maiorca              | 44,27 | 21,11 | 12,49 | 6,58 | 2,95 | 3,06 | 3,29 | 1,14 | 881      |
| Marinha das Ondas    | 35,66 | 35,66 | 8,17  | 6,18 | 4,18 | 2,39 | 1,49 | 1,10 | 1 004    |
| Moinhos da Gândara   | 34,51 | 35,60 | 8,42  | 6,52 | 3,80 | 4,08 | 1,09 | 2,45 | 368      |
| Paião                | 34,03 | 38,77 | 6,54  | 7,77 | 3,70 | 2,94 | 1,14 | 1,42 | 1 055    |
| Quiaios              | 35,63 | 29,66 | 9,04  | 7,66 | 3,45 | 3,07 | 3,75 | 1,92 | 1 305    |
| São Pedro            | 38,80 | 25,51 | 13,08 | 5,89 | 5,04 | 2,57 | 3,54 | 2,04 | 933      |
| Tavarede             | 32,89 | 29,75 | 8,58  | 9,27 | 5,36 | 4,09 | 4,07 | 1,18 | 3 883    |
| Vila Verde           | 42,13 | 19,94 | 9,81  | 5,60 | 4,53 | 3,45 | 8,19 | 1,72 | 928      |
| Figueira da Foz      | 35,60 | 30,16 | 9,07  | 7,86 | 4,44 | 3,50 | 3,48 | 1,48 | 23 854   |

### Góis
| Partido                 | Partido                                  | Votos | %               | +/-   |
| ----------------------- | ---------------------------------------- | ----- | --------------- | ----- |
|                         | Partido Socialista                       | 948   | 39,35 / 100,00  | 3,66  |
|                         | Aliança Democrática (PPD/PSD-CDS-PP-PPM) | 754   | 31,30 / 100,00  | 1,60  |
|                         | CHEGA                                    | 208   | 8,63 / 100,00   | -     |
|                         | Iniciativa Liberal                       | 145   | 6,02 / 100,00   | 5,57  |
|                         | Bloco de Esquerda                        | 89    | 3,69 / 100,00   | 4,28  |
|                         | LIVRE                                    | 66    | 2,74 / 100,00   | 1,91  |
|                         | Coligação Democrática Unitária (PCP-PEV) | 62    | 2,57 / 100,00   | 0,46  |
|                         | Alternativa Democrática Nacional         | 31    | 1,29 / 100,00   | 0,76  |
|                         | Pessoas–Animais–Natureza                 | 24    | 1,00 / 100,00   | 2,46  |
|                         | Outros (com menos de 1,00%)              | 27    | 1,12 / 100,00   |       |
| Votos Inválidos         | Votos Inválidos                          | 55    | 2,28 / 100,00   | 5,61  |
| Total                   | Total                                    | 2 409 | 100,00 / 100,00 |       |
| Eleitorado/Participação | Eleitorado/Participação                  | 3 998 | 70,89 / 100,00  | 33,22 |

| Freguesia          | %     | %     | %     | %    | %    | %    | %    | %    | %    | Votantes |
| Freguesia          | PS    | AD    | CH    | IL   | BE   | L    | CDU  | ADN  | PAN  | Votantes |
| ------------------ | ----- | ----- | ----- | ---- | ---- | ---- | ---- | ---- | ---- | -------- |
| Freguesia          |       |       |       |      |      |      |      |      |      | Votantes |
| Alvares            | 34,30 | 36,50 | 8,49  | 7,81 | 2,21 | 2,55 | 2,72 | 2,55 | 0,68 | 589      |
| Cadafaz e Colmeal  | 36,45 | 29,03 | 11,61 | 6,45 | 4,52 | 3,23 | 3,55 | 1,29 | 1,29 | 310      |
| Góis               | 40,96 | 29,29 | 8,32  | 5,70 | 4,25 | 2,71 | 2,44 | 0,72 | 0,99 | 1 106    |
| Vila Nova do Ceira | 44,55 | 30,94 | 7,43  | 3,96 | 3,71 | 2,72 | 1,98 | 0,99 | 1,24 | 404      |
| Góis               | 39,35 | 31,30 | 8,63  | 6,02 | 3,69 | 2,74 | 2,57 | 1,29 | 1,00 | 2 409    |

### Lousã
| Partido                 | Partido                                  | Votos  | %               | +/-  |
| ----------------------- | ---------------------------------------- | ------ | --------------- | ---- |
|                         | Partido Socialista                       | 2 593  | 41,08 / 100,00  | 0,58 |
|                         | Aliança Democrática (PPD/PSD-CDS-PP-PPM) | 1 643  | 26,03 / 100,00  | 6,86 |
|                         | CHEGA                                    | 523    | 8,29 / 100,00   | -    |
|                         | Iniciativa Liberal                       | 443    | 7,02 / 100,00   | 6,40 |
|                         | Bloco de Esquerda                        | 358    | 5,67 / 100,00   | 8,27 |
|                         | LIVRE                                    | 206    | 3,26 / 100,00   | 2,12 |
|                         | Coligação Democrática Unitária (PCP-PEV) | 168    | 2,66 / 100,00   | 1,07 |
|                         | Pessoas–Animais–Natureza                 | 89     | 1,41 / 100,00   | 3,51 |
|                         | Alternativa Democrática Nacional         | 64     | 1,01 / 100,00   | 0,59 |
|                         | Outros (com menos de 1,00%)              | 45     | 0,71 / 100,00   |      |
| Votos Inválidos         | Votos Inválidos                          | 180    | 2,85 / 100,00   | 7,11 |
| Total                   | Total                                    | 6 312  | 100,00 / 100,00 |      |
| Eleitorado/Participação | Eleitorado/Participação                  | 15 263 | 41,35 / 100,00  | 8,45 |

| Freguesia                      | %     | %     | %     | %    | %    | %    | %    | %    | %    | Votantes |
| Freguesia                      | PS    | AD    | CH    | IL   | BE   | L    | CDU  | PAN  | ADN  | Votantes |
| ------------------------------ | ----- | ----- | ----- | ---- | ---- | ---- | ---- | ---- | ---- | -------- |
| Freguesia                      |       |       |       |      |      |      |      |      |      | Votantes |
| Foz de Arouce e Casal de Ermio | 34,87 | 31,80 | 9,20  | 7,09 | 6,13 | 2,68 | 1,53 | 2,11 | 1,92 | 522      |
| Gândaras                       | 47,22 | 23,61 | 10,24 | 4,68 | 4,01 | 2,67 | 1,78 | 0,67 | 0,67 | 449      |
| Lousã e Vilarinho              | 41,49 | 25,43 | 8,41  | 7,02 | 5,85 | 3,38 | 2,60 | 1,49 | 0,89 | 4 616    |
| Serpins                        | 39,17 | 27,17 | 7,17  | 6,90 | 5,24 | 3,31 | 4,41 | 0,83 | 1,38 | 725      |
| Lousã                          | 41,08 | 26,03 | 8,29  | 7,02 | 5,67 | 3,26 | 2,66 | 1,41 | 1,01 | 6 312    |

### Mira
| Partido                 | Partido                                  | Votos  | %               | +/-   |
| ----------------------- | ---------------------------------------- | ------ | --------------- | ----- |
|                         | Aliança Democrática (PPD/PSD-CDS-PP-PPM) | 1 879  | 38,20 / 100,00  | 1,29  |
|                         | Partido Socialista                       | 1 486  | 30,21 / 100,00  | 0,83  |
|                         | CHEGA                                    | 484    | 9,84 / 100,00   | -     |
|                         | Iniciativa Liberal                       | 402    | 8,17 / 100,00   | 7,72  |
|                         | Bloco de Esquerda                        | 166    | 3,37 / 100,00   | 5,54  |
|                         | LIVRE                                    | 121    | 2,46 / 100,00   | 0,98  |
|                         | Alternativa Democrática Nacional         | 94     | 1,91 / 100,00   | 1,43  |
|                         | Coligação Democrática Unitária (PCP-PEV) | 65     | 1,32 / 100,00   | 0,55  |
|                         | Outros (com menos de 1,00%)              | 94     | 1,91 / 100,00   |       |
| Votos Inválidos         | Votos Inválidos                          | 128    | 2,60 / 100,00   | 5,92  |
| Total                   | Total                                    | 4 919  | 100,00 / 100,00 |       |
| Eleitorado/Participação | Eleitorado/Participação                  | 12 685 | 38,78 / 100,00  | 11,76 |

| Freguesia     | %     | %     | %     | %     | %    | %    | %    | %    | Votantes |
| Freguesia     | AD    | PS    | CH    | IL    | BE   | L    | ADN  | CDU  | Votantes |
| ------------- | ----- | ----- | ----- | ----- | ---- | ---- | ---- | ---- | -------- |
| Freguesia     |       |       |       |       |      |      |      |      | Votantes |
| Carapelhos    | 53,79 | 14,48 | 9,66  | 10,69 | 2,07 | 0,34 | 4,48 | 0    | 290      |
| Mira          | 38,10 | 31,26 | 9,88  | 7,00  | 3,65 | 2,37 | 1,67 | 1,40 | 2 572    |
| Praia de Mira | 29,20 | 36,76 | 9,53  | 10,01 | 3,47 | 3,00 | 1,70 | 1,43 | 1 469    |
| Seixo         | 53,40 | 17,01 | 10,54 | 7,48  | 2,55 | 2,55 | 2,21 | 1,36 | 588      |
| Mira          | 38,20 | 30,21 | 9,84  | 8,17  | 3,37 | 2,46 | 1,91 | 1,32 | 4 919    |

### Miranda do Corvo
| Partido                 | Partido                                  | Votos  | %               | +/-  |
| ----------------------- | ---------------------------------------- | ------ | --------------- | ---- |
|                         | Partido Socialista                       | 1 791  | 44,50 / 100,00  | 2,28 |
|                         | Aliança Democrática (PPD/PSD-CDS-PP-PPM) | 1 108  | 27,53 / 100,00  | 4,14 |
|                         | CHEGA                                    | 294    | 7,30 / 100,00   | -    |
|                         | Iniciativa Liberal                       | 252    | 6,26 / 100,00   | 5,67 |
|                         | Bloco de Esquerda                        | 167    | 4,15 / 100,00   | 8,98 |
|                         | Coligação Democrática Unitária (PCP-PEV) | 95     | 2,36 / 100,00   | 1,59 |
|                         | LIVRE                                    | 83     | 2,06 / 100,00   | 1,27 |
|                         | Alternativa Democrática Nacional         | 59     | 1,47 / 100,00   | 0,93 |
|                         | Outros (com menos de 1,00%)              | 75     | 1,86 / 100,00   |      |
| Votos Inválidos         | Votos Inválidos                          | 101    | 2,51 / 100,00   | 4,99 |
| Total                   | Total                                    | 4 025  | 100,00 / 100,00 |      |
| Eleitorado/Participação | Eleitorado/Participação                  | 10 684 | 37,67 / 100,00  | 4,77 |

| Freguesia         | %     | %     | %    | %    | %    | %    | %    | %    | Votantes |
| Freguesia         | PS    | AD    | CH   | IL   | BE   | CDU  | L    | ADN  | Votantes |
| ----------------- | ----- | ----- | ---- | ---- | ---- | ---- | ---- | ---- | -------- |
| Freguesia         |       |       |      |      |      |      |      |      | Votantes |
| Lamas             | 50,36 | 29,56 | 4,38 | 2,55 | 3,28 | 1,09 | 2,55 | 1,46 | 274      |
| Miranda do Corvo  | 43,19 | 26,33 | 6,75 | 7,62 | 4,99 | 2,80 | 2,54 | 1,10 | 2 283    |
| Semide e Rio Vide | 44,78 | 29,21 | 8,88 | 4,49 | 3,21 | 2,01 | 0,82 | 2,29 | 1 092    |
| Vila Nova         | 47,34 | 28,46 | 8,24 | 5,85 | 2,39 | 1,60 | 2,39 | 1,33 | 376      |
| Miranda do Corvo  | 44,50 | 27,53 | 7,30 | 6,26 | 4,15 | 2,36 | 2,06 | 1,47 | 4 025    |

### Montemor-o-Velho
| Partido                 | Partido                                  | Votos  | %               | +/-  |
| ----------------------- | ---------------------------------------- | ------ | --------------- | ---- |
|                         | Partido Socialista                       | 3 044  | 38,96 / 100,00  | 1,16 |
|                         | Aliança Democrática (PPD/PSD-CDS-PP-PPM) | 2 106  | 26,96 / 100,00  | 6,83 |
|                         | CHEGA                                    | 757    | 9,69 / 100,00   | -    |
|                         | Iniciativa Liberal                       | 633    | 8,10 / 100,00   | 7,72 |
|                         | Bloco de Esquerda                        | 342    | 4,38 / 100,00   | 7,75 |
|                         | Coligação Democrática Unitária (PCP-PEV) | 280    | 3,58 / 100,00   | 2,29 |
|                         | LIVRE                                    | 219    | 2,80 / 100,00   | 1,57 |
|                         | Alternativa Democrática Nacional         | 113    | 1,45 / 100,00   | 0,11 |
|                         | Outros (com menos de 1,00%)              | 137    | 1,76 / 100,00   |      |
| Votos Inválidos         | Votos Inválidos                          | 182    | 2,33 / 100,00   | 6,84 |
| Total                   | Total                                    | 7 813  | 100,00 / 100,00 |      |
| Eleitorado/Participação | Eleitorado/Participação                  | 21 579 | 36,21 / 100,00  | 6,51 |

| Freguesia                                | %     | %     | %     | %     | %    | %    | %    | %    | Votantes |
| Freguesia                                | PS    | AD    | CH    | IL    | BE   | CDU  | L    | ADN  | Votantes |
| ---------------------------------------- | ----- | ----- | ----- | ----- | ---- | ---- | ---- | ---- | -------- |
| Freguesia                                |       |       |       |       |      |      |      |      | Votantes |
| Abrunheira, Verride e Vila Nova da Barca | 46,03 | 18,17 | 9,35  | 5,29  | 6,17 | 7,23 | 2,12 | 1,94 | 567      |
| Arazede                                  | 34,18 | 32,30 | 14,17 | 6,65  | 2,89 | 1,95 | 2,08 | 2,95 | 1 489    |
| Carapinheira                             | 31,00 | 31,86 | 10,43 | 11,00 | 4,00 | 4,00 | 2,71 | 2,43 | 700      |
| Ereira                                   | 59,45 | 14,96 | 9,06  | 3,94  | 4,72 | 3,54 | 1,97 | 0,79 | 254      |
| Liceia                                   | 43,60 | 22,97 | 12,79 | 4,94  | 3,78 | 3,49 | 2,33 | 1,16 | 344      |
| Meãs do Campo                            | 38,16 | 38,41 | 12,32 | 4,35  | 0,97 | 2,17 | 0,24 | 0,97 | 414      |
| Montemor-o-Velho e Gatões                | 33,56 | 27,78 | 7,90  | 10,11 | 6,80 | 3,57 | 3,65 | 1,53 | 1 177    |
| Pereira                                  | 44,08 | 20,89 | 7,50  | 11,17 | 3,75 | 2,73 | 4,26 | 0,77 | 1 173    |
| Santo Varão                              | 46,83 | 20,75 | 5,48  | 5,33  | 5,04 | 8,07 | 4,03 | 0,29 | 694      |
| Seixo de Gatões                          | 30,59 | 32,71 | 9,88  | 6,82  | 7,29 | 2,59 | 3,29 | 2,12 | 425      |
| Tentúgal                                 | 40,10 | 29,17 | 7,12  | 10,59 | 3,82 | 1,91 | 1,39 | 1,39 | 576      |
| Montemor-o-Velho                         | 38,96 | 26,96 | 9,69  | 8,10  | 4,38 | 3,58 | 2,80 | 1,45 | 7 813    |

### Oliveira do Hospital
| Partido                 | Partido                                  | Votos  | %               | +/-  |
| ----------------------- | ---------------------------------------- | ------ | --------------- | ---- |
|                         | Aliança Democrática (PPD/PSD-CDS-PP-PPM) | 2 730  | 37,07 / 100,00  | 5,21 |
|                         | Partido Socialista                       | 2 695  | 36,60 / 100,00  | 1,10 |
|                         | CHEGA                                    | 565    | 7,67 / 100,00   | -    |
|                         | Iniciativa Liberal                       | 380    | 5,16 / 100,00   | 4,82 |
|                         | Bloco de Esquerda                        | 217    | 2,95 / 100,00   | 4,24 |
|                         | LIVRE                                    | 172    | 2,34 / 100,00   | 1,55 |
|                         | Coligação Democrática Unitária (PCP-PEV) | 142    | 1,93 / 100,00   | 0,45 |
|                         | Alternativa Democrática Nacional         | 138    | 1,87 / 100,00   | 1,57 |
|                         | Outros (com menos de 1,00%)              | 135    | 1,83 / 100,00   |      |
| Votos Inválidos         | Votos Inválidos                          | 190    | 2,58 / 100,00   | 8,86 |
| Total                   | Total                                    | 7 364  | 100,00 / 100,00 |      |
| Eleitorado/Participação | Eleitorado/Participação                  | 17 252 | 42,68 / 100,00  | 9,47 |

| Freguesia                                   | %     | %     | %     | %    | %    | %    | %    | %    | Votantes |
| Freguesia                                   | AD    | PS    | CH    | IL   | BE   | L    | CDU  | ADN  | Votantes |
| ------------------------------------------- | ----- | ----- | ----- | ---- | ---- | ---- | ---- | ---- | -------- |
| Freguesia                                   |       |       |       |      |      |      |      |      | Votantes |
| Aldeia das Dez                              | 33,33 | 40,74 | 8,52  | 4,07 | 2,96 | 2,96 | 1,11 | 1,48 | 270      |
| Alvoco das Várzeas                          | 26,84 | 41,99 | 8,66  | 9,52 | 4,33 | 2,16 | 1,73 | 1,30 | 231      |
| Avô                                         | 35,74 | 37,87 | 9,79  | 3,83 | 3,83 | 1,70 | 2,13 | 1,28 | 235      |
| Bobadela                                    | 36,84 | 33,49 | 6,70  | 4,31 | 2,39 | 2,39 | 5,26 | 2,87 | 209      |
| Ervedal e Vila Franca da Beira              | 32,29 | 40,42 | 7,29  | 3,13 | 2,71 | 2,08 | 4,38 | 1,25 | 480      |
| Lagares da Beira                            | 28,88 | 44,77 | 8,72  | 3,88 | 2,13 | 2,52 | 1,36 | 0,97 | 516      |
| Lagos da Beira e Lajeosa                    | 37,10 | 41,01 | 7,83  | 3,92 | 2,07 | 0,69 | 0,69 | 2,76 | 434      |
| Lourosa                                     | 35,02 | 29,96 | 16,46 | 2,11 | 5,06 | 1,69 | 1,69 | 2,11 | 237      |
| Meruge                                      | 23,78 | 47,57 | 7,57  | 1,62 | 2,16 | 2,70 | 9,73 | 0,54 | 185      |
| Nogueira do Cravo                           | 41,27 | 32,74 | 6,46  | 7,43 | 3,30 | 1,24 | 1,65 | 2,75 | 727      |
| Oliveira do Hospital e São Paio de Gramaços | 40,27 | 31,98 | 7,71  | 6,95 | 3,14 | 3,24 | 1,71 | 1,38 | 2 101    |
| Penalva de Alva e São Sebastião da Feira    | 32,36 | 43,63 | 5,01  | 5,01 | 3,97 | 1,88 | 1,25 | 2,71 | 479      |
| Santa Ovaia e Vila Pouca da Beira           | 42,94 | 34,66 | 7,06  | 4,91 | 1,23 | 1,53 | 0,92 | 1,53 | 326      |
| São Gião                                    | 40,29 | 32,52 | 7,28  | 1,94 | 2,43 | 3,40 | 1,46 | 4,37 | 206      |
| Seixo da Beira                              | 45,73 | 33,61 | 5,51  | 4,41 | 1,93 | 2,20 | 0,55 | 2,20 | 363      |
| Travanca de Lagos                           | 36,99 | 40,00 | 7,40  | 2,47 | 3,01 | 2,47 | 1,10 | 2,47 | 365      |
| Oliveira do Hospital                        | 37,07 | 36,60 | 7,67  | 5,16 | 2,95 | 2,34 | 1,93 | 1,87 | 7 364    |

### Pampilhosa da Serra
| Partido                 | Partido                                  | Votos | %               | +/-   |
| ----------------------- | ---------------------------------------- | ----- | --------------- | ----- |
|                         | Partido Socialista                       | 811   | 38,58 / 100,00  | 1,66  |
|                         | Aliança Democrática (PPD/PSD-CDS-PP-PPM) | 759   | 36,11 / 100,00  | 1,37  |
|                         | CHEGA                                    | 185   | 8,80 / 100,00   | -     |
|                         | Iniciativa Liberal                       | 99    | 4,71 / 100,00   | 4,63  |
|                         | Bloco de Esquerda                        | 41    | 1,95 / 100,00   | 4,03  |
|                         | Coligação Democrática Unitária (PCP-PEV) | 39    | 1,86 / 100,00   | 1,09  |
|                         | LIVRE                                    | 37    | 1,76 / 100,00   | 1,36  |
|                         | Alternativa Democrática Nacional         | 35    | 1,67 / 100,00   | 1,11  |
|                         | Outros (com menos de 1,00%)              | 33    | 1,57 / 100,00   |       |
| Votos Inválidos         | Votos Inválidos                          | 52    | 2,47 / 100,00   | 6,30  |
| Total                   | Total                                    | 2 102 | 100,00 / 100,00 |       |
| Eleitorado/Participação | Eleitorado/Participação                  | 3 291 | 63,87 / 100,00  | 29,41 |

| Freguesia                | %     | %     | %     | %    | %    | %    | %    | %    | Votantes |
| Freguesia                | PS    | AD    | CH    | IL   | BE   | CDU  | L    | ADN  | Votantes |
| ------------------------ | ----- | ----- | ----- | ---- | ---- | ---- | ---- | ---- | -------- |
| Freguesia                |       |       |       |      |      |      |      |      | Votantes |
| Cabril                   | 40,94 | 40,16 | 6,30  | 2,36 | 4,72 | 2,36 | 1,57 | 0    | 127      |
| Dornelas do Zêzere       | 35,94 | 35,94 | 9,90  | 3,65 | 1,56 | 0,52 | 2,08 | 3,65 | 192      |
| Fajão - Vidual           | 36,92 | 41,94 | 5,73  | 5,02 | 2,87 | 3,23 | 1,43 | 1,43 | 279      |
| Janeiro de Baixo         | 39,44 | 35,92 | 7,75  | 4,23 | 2,11 | 0,70 | 1,76 | 2,46 | 284      |
| Pampilhosa da Serra      | 40,06 | 34,25 | 9,33  | 5,66 | 1,38 | 1,53 | 1,07 | 1,22 | 654      |
| Pessegueiro              | 32,61 | 38,41 | 11,59 | 7,97 | 1,45 | 2,17 | 1,45 | 0,72 | 138      |
| Portela do Fojo - Machio | 41,28 | 30,21 | 11,06 | 3,40 | 1,28 | 1,70 | 2,13 | 2,13 | 235      |
| Unhais-o-Velho           | 36,79 | 37,31 | 8,81  | 3,63 | 2,07 | 3,63 | 4,15 | 1,55 | 193      |
| Pampilhosa da Serra      | 38,58 | 36,11 | 8,80  | 4,71 | 1,95 | 1,86 | 1,76 | 1,67 | 2 102    |

### Penacova
| Partido                 | Partido                                  | Votos  | %               | +/-  |
| ----------------------- | ---------------------------------------- | ------ | --------------- | ---- |
|                         | Partido Socialista                       | 1 984  | 40,56 / 100,00  | 0,50 |
|                         | Aliança Democrática (PPD/PSD-CDS-PP-PPM) | 1 694  | 34,63 / 100,00  | 3,58 |
|                         | CHEGA                                    | 338    | 6,91 / 100,00   | -    |
|                         | Iniciativa Liberal                       | 258    | 5,27 / 100,00   | 5,03 |
|                         | Coligação Democrática Unitária (PCP-PEV) | 159    | 3,25 / 100,00   | 1,84 |
|                         | LIVRE                                    | 105    | 2,15 / 100,00   | 1,60 |
|                         | Bloco de Esquerda                        | 104    | 2,13 / 100,00   | 5,34 |
|                         | Alternativa Democrática Nacional         | 54     | 1,10 / 100,00   | 0,72 |
|                         | Outros (com menos de 1,00%)              | 76     | 1,56 / 100,00   |      |
| Votos Inválidos         | Votos Inválidos                          | 120    | 2,46 / 100,00   | 6,09 |
| Total                   | Total                                    | 4 892  | 100,00 / 100,00 |      |
| Eleitorado/Participação | Eleitorado/Participação                  | 12 868 | 38,02 / 100,00  | 7,65 |

| Freguesia                                 | %     | %     | %    | %    | %    | %    | %    | %    | Votantes |
| Freguesia                                 | PS    | AD    | CH   | IL   | CDU  | L    | BE   | ADN  | Votantes |
| ----------------------------------------- | ----- | ----- | ---- | ---- | ---- | ---- | ---- | ---- | -------- |
| Freguesia                                 |       |       |      |      |      |      |      |      | Votantes |
| Carvalho                                  | 34,71 | 46,47 | 7,06 | 3,53 | 1,18 | 1,76 | 0    | 0,59 | 170      |
| Figueira de Lorvão                        | 39,68 | 37,70 | 5,82 | 6,48 | 1,72 | 2,12 | 1,72 | 1,59 | 756      |
| Friúmes e Paradela                        | 39,36 | 37,50 | 7,45 | 3,19 | 3,19 | 1,60 | 2,39 | 1,60 | 376      |
| Lorvão                                    | 42,66 | 31,87 | 6,99 | 5,61 | 5,01 | 1,38 | 2,42 | 0,78 | 1 158    |
| Oliveira do Mondego e Travanca do Mondego | 42,77 | 29,26 | 9,32 | 4,50 | 6,11 | 1,61 | 1,61 | 1,93 | 311      |
| Penacova                                  | 45,31 | 27,68 | 7,18 | 5,27 | 3,35 | 3,54 | 2,59 | 0,57 | 1 044    |
| São Pedro de Alva e São Paio do Mondego   | 31,53 | 43,30 | 6,22 | 4,47 | 2,30 | 2,57 | 2,17 | 1,49 | 739      |
| Sazes do Lorvão                           | 42,60 | 35,50 | 6,80 | 7,10 | 0,89 | 0,89 | 1,78 | 0,89 | 338      |
| Penacova                                  | 40,56 | 34,63 | 6,91 | 5,27 | 3,25 | 2,15 | 2,13 | 1,10 | 4 892    |

### Penela
| Partido                 | Partido                                  | Votos | %               | +/-   |
| ----------------------- | ---------------------------------------- | ----- | --------------- | ----- |
|                         | Partido Socialista                       | 696   | 35,35 / 100,00  | 0,32  |
|                         | Aliança Democrática (PPD/PSD-CDS-PP-PPM) | 693   | 35,20 / 100,00  | 3,90  |
|                         | CHEGA                                    | 173   | 8,79 / 100,00   | -     |
|                         | Iniciativa Liberal                       | 129   | 6,55 / 100,00   | 6,08  |
|                         | Bloco de Esquerda                        | 56    | 2,84 / 100,00   | 6,04  |
|                         | LIVRE                                    | 53    | 2,69 / 100,00   | 1,33  |
|                         | Coligação Democrática Unitária (PCP-PEV) | 34    | 1,73 / 100,00   | 0,91  |
|                         | Outros (com menos de 1,00%)              | 61    | 3,09 / 100,00   |       |
| Votos Inválidos         | Votos Inválidos                          | 74    | 3,75 / 100,00   | 6,08  |
| Total                   | Total                                    | 1 969 | 100,00 / 100,00 |       |
| Eleitorado/Participação | Eleitorado/Participação                  | 4 667 | 42,19 / 100,00  | 11,89 |

| Freguesia                           | %     | %     | %     | %    | %    | %    | %    | Votantes |
| Freguesia                           | PS    | AD    | CH    | IL   | BE   | L    | CDU  | Votantes |
| ----------------------------------- | ----- | ----- | ----- | ---- | ---- | ---- | ---- | -------- |
| Freguesia                           |       |       |       |      |      |      |      | Votantes |
| Cumeeira                            | 28,50 | 43,26 | 10,10 | 7,25 | 2,85 | 1,30 | 0    | 386      |
| Espinhal                            | 41,92 | 34,25 | 6,58  | 5,21 | 3,01 | 1,64 | 2,19 | 365      |
| Podentes                            | 35,26 | 26,84 | 14,21 | 5,79 | 3,68 | 3,16 | 2,11 | 190      |
| São Miguel, Santa Eufémia e Rabaçal | 35,60 | 34,05 | 8,07  | 6,91 | 2,63 | 3,50 | 2,14 | 1 028    |
| Penela                              | 35,35 | 35,20 | 8,79  | 6,55 | 2,84 | 2,69 | 1,73 | 1 969    |

### Soure
| Partido                 | Partido                                  | Votos  | %               | +/-  |
| ----------------------- | ---------------------------------------- | ------ | --------------- | ---- |
|                         | Partido Socialista                       | 2 941  | 45,11 / 100,00  | 0,01 |
|                         | Aliança Democrática (PPD/PSD-CDS-PP-PPM) | 1 538  | 23,59 / 100,00  | 5,87 |
|                         | CHEGA                                    | 574    | 8,81 / 100,00   | -    |
|                         | Iniciativa Liberal                       | 404    | 6,20 / 100,00   | 5,88 |
|                         | Bloco de Esquerda                        | 284    | 4,36 / 100,00   | 7,15 |
|                         | Coligação Democrática Unitária (PCP-PEV) | 219    | 3,36 / 100,00   | 1,88 |
|                         | LIVRE                                    | 200    | 3,07 / 100,00   | 1,74 |
|                         | Alternativa Democrática Nacional         | 79     | 1,21 / 100,00   | 0,68 |
|                         | Outros (com menos de 1,00%)              | 110    | 1,68 / 100,00   |      |
| Votos Inválidos         | Votos Inválidos                          | 170    | 2,61 / 100,00   | 7,40 |
| Total                   | Total                                    | 6 519  | 100,00 / 100,00 |      |
| Eleitorado/Participação | Eleitorado/Participação                  | 15 860 | 41,10 / 100,00  | 7,03 |

| Freguesia              | %     | %     | %     | %    | %    | %    | %    | %    | Votantes |
| Freguesia              | PS    | AD    | CH    | IL   | BE   | CDU  | L    | ADN  | Votantes |
| ---------------------- | ----- | ----- | ----- | ---- | ---- | ---- | ---- | ---- | -------- |
| Freguesia              |       |       |       |      |      |      |      |      | Votantes |
| Alfarelos              | 43,52 | 21,66 | 6,58  | 5,52 | 7,86 | 8,49 | 2,12 | 0,42 | 471      |
| Degracias e Pombalinho | 29,47 | 45,26 | 10,26 | 2,89 | 1,32 | 0,26 | 1,32 | 4,47 | 380      |
| Figueiró do Campo      | 50,94 | 17,48 | 5,26  | 6,58 | 4,51 | 5,08 | 4,70 | 0,19 | 532      |
| Gesteira e Brunhós     | 53,58 | 21,22 | 9,81  | 4,51 | 2,12 | 2,39 | 1,59 | 0,53 | 377      |
| Granja do Ulmeiro      | 45,30 | 17,11 | 11,24 | 9,23 | 5,37 | 4,03 | 4,36 | 0,34 | 596      |
| Samuel                 | 48,05 | 22,93 | 5,37  | 6,83 | 6,10 | 1,46 | 3,66 | 1,46 | 410      |
| Soure                  | 45,41 | 23,12 | 9,50  | 6,12 | 3,97 | 3,10 | 3,28 | 1,20 | 2 746    |
| Tapéus                 | 36,94 | 28,66 | 10,19 | 6,37 | 5,10 | 0,64 | 3,18 | 5,10 | 157      |
| Vila Nova de Anços     | 47,13 | 20,92 | 8,97  | 6,44 | 4,60 | 5,52 | 1,61 | 0,69 | 435      |
| Vinha da Rainha        | 41,93 | 29,88 | 8,19  | 6,27 | 3,86 | 0,48 | 2,65 | 1,20 | 415      |
| Soure                  | 45,11 | 23,59 | 8,81  | 6,20 | 4,36 | 3,36 | 3,07 | 1,21 | 6 519    |

### Tábua
| Partido                 | Partido                                  | Votos  | %               | +/-  |
| ----------------------- | ---------------------------------------- | ------ | --------------- | ---- |
|                         | Partido Socialista                       | 1 578  | 37,76 / 100,00  | 1,70 |
|                         | Aliança Democrática (PPD/PSD-CDS-PP-PPM) | 1 449  | 34,67 / 100,00  | 2,35 |
|                         | CHEGA                                    | 387    | 9,26 / 100,00   | -    |
|                         | Iniciativa Liberal                       | 223    | 5,34 / 100,00   | 5,01 |
|                         | Coligação Democrática Unitária (PCP-PEV) | 103    | 2,46 / 100,00   | 1,06 |
|                         | Bloco de Esquerda                        | 93     | 2,23 / 100,00   | 4,64 |
|                         | Alternativa Democrática Nacional         | 80     | 1,91 / 100,00   | 1,24 |
|                         | LIVRE                                    | 80     | 1,91 / 100,00   | 1,03 |
|                         | Outros (com menos de 1,00%)              | 69     | 1,65 / 100,00   |      |
| Votos Inválidos         | Votos Inválidos                          | 117    | 2,80 / 100,00   | 6,59 |
| Total                   | Total                                    | 4 179  | 100,00 / 100,00 |      |
| Eleitorado/Participação | Eleitorado/Participação                  | 10 156 | 41,15 / 100,00  | 9,16 |

| Freguesia                         | %     | %     | %     | %    | %    | %    | %    | %    | Votantes |
| Freguesia                         | PS    | AD    | CH    | IL   | CDU  | BE   | ADN  | L    | Votantes |
| --------------------------------- | ----- | ----- | ----- | ---- | ---- | ---- | ---- | ---- | -------- |
| Freguesia                         |       |       |       |      |      |      |      |      | Votantes |
| Ázere e Covelo                    | 36,71 | 31,82 | 12,59 | 6,99 | 4,55 | 1,40 | 2,45 | 1,05 | 286      |
| Candosa                           | 45,06 | 31,76 | 8,58  | 3,86 | 1,72 | 2,58 | 2,58 | 0    | 233      |
| Carapinha                         | 31,74 | 40,72 | 10,78 | 2,40 | 1,80 | 2,40 | 2,40 | 1,80 | 167      |
| Covas e Vila Nova de Oliveirinha  | 37,23 | 35,90 | 6,91  | 5,05 | 1,86 | 2,93 | 1,60 | 1,86 | 376      |
| Espariz e Sinde                   | 46,23 | 33,77 | 7,79  | 1,56 | 1,04 | 1,56 | 2,34 | 1,04 | 385      |
| Midões                            | 43,38 | 32,90 | 8,27  | 3,68 | 2,76 | 1,84 | 0,74 | 2,21 | 544      |
| Mouronho                          | 27,60 | 44,81 | 11,04 | 2,92 | 2,27 | 2,92 | 3,25 | 0,97 | 308      |
| Pinheiro de Coja e Meda de Mouros | 37,25 | 36,03 | 10,93 | 2,02 | 2,43 | 1,62 | 2,83 | 1,62 | 247      |
| Póvoa de Midões                   | 37,90 | 32,88 | 9,59  | 7,31 | 0,91 | 0,91 | 2,74 | 4,11 | 219      |
| São João da Boa Vista             | 50,28 | 22,65 | 11,05 | 2,21 | 3,87 | 2,76 | 2,21 | 1,10 | 181      |
| Tábua                             | 33,25 | 35,04 | 8,92  | 9,00 | 2,84 | 2,60 | 1,38 | 2,68 | 1 233    |
| Tábua                             | 37,76 | 34,67 | 9,26  | 5,34 | 2,46 | 2,23 | 1,91 | 1,91 | 4 179    |

### Vila Nova de Poiares
| Partido                 | Partido                                  | Votos | %               | +/-  |
| ----------------------- | ---------------------------------------- | ----- | --------------- | ---- |
|                         | Partido Socialista                       | 773   | 37,29 / 100,00  | 1,88 |
|                         | Aliança Democrática (PPD/PSD-CDS-PP-PPM) | 677   | 32,66 / 100,00  | 0,36 |
|                         | CHEGA                                    | 173   | 8,35 / 100,00   | -    |
|                         | Iniciativa Liberal                       | 121   | 5,84 / 100,00   | 5,60 |
|                         | Bloco de Esquerda                        | 82    | 3,96 / 100,00   | 4,97 |
|                         | Coligação Democrática Unitária (PCP-PEV) | 59    | 2,85 / 100,00   | 0,33 |
|                         | LIVRE                                    | 55    | 2,65 / 100,00   | 1,12 |
|                         | Alternativa Democrática Nacional         | 36    | 1,74 / 100,00   | 1,25 |
|                         | Pessoas–Animais–Natureza                 | 27    | 1,30 / 100,00   | 2,19 |
|                         | Outros (com menos de 1,00%)              | 24    | 1,16 / 100,00   |      |
| Votos Inválidos         | Votos Inválidos                          | 46    | 2,22 / 100,00   | 6,59 |
| Total                   | Total                                    | 2 073 | 100,00 / 100,00 |      |
| Eleitorado/Participação | Eleitorado/Participação                  | 6 212 | 33,37 / 100,00  | 7,19 |

| Freguesia             | %     | %     | %     | %    | %    | %    | %    | %    | %    | Votantes |
| Freguesia             | PS    | AD    | CH    | IL   | BE   | CDU  | L    | ADN  | PAN  | Votantes |
| --------------------- | ----- | ----- | ----- | ---- | ---- | ---- | ---- | ---- | ---- | -------- |
| Freguesia             |       |       |       |      |      |      |      |      |      | Votantes |
| Arrifana              | 33,54 | 33,85 | 11,08 | 3,38 | 4,62 | 3,08 | 2,77 | 1,23 | 1,54 | 325      |
| Lavegadas             | 48,05 | 34,42 | 4,55  | 2,60 | 1,30 | 2,60 | 2,60 | 1,30 | 0,65 | 154      |
| Poiares (Santo André) | 35,15 | 33,19 | 8,43  | 6,81 | 4,17 | 2,81 | 2,98 | 1,70 | 1,62 | 1 175    |
| São Miguel de Poiares | 42,24 | 29,59 | 7,40  | 6,21 | 3,82 | 2,86 | 1,67 | 2,39 | 0,48 | 419      |
| Vila Nova de Poiares  | 37,29 | 32,66 | 8,35  | 5,84 | 3,96 | 2,85 | 2,65 | 1,74 | 1,30 | 2 073    |